# Ofidiiforme
Ofidiiformele (Ophidiiformes) sunt un ordin de pești teleosteeni de talia mică sau mijlocie cu corpul mai mult sau mai puțin alungit, comprimat lateral, relativ gros anterior și destul de îngustat în partea posterioară. Solzii sunt cicloizi, mărunți sau lipsesc. Înotătoarele sunt lipsite de radii spinoase. Dorsala și anala foarte lungi, adesea contopite cu caudala, sau caudala lipsește. Numărul de radii sau pterigofore în dorsală și anală depășește numărul vertebrelor subiacente și supraiacente (raportul fiind de aproximativ 1,8: 1). Ventralele sunt reduse la 1-2 radii, uneori cu 1 spin, și se inserează înaintea pectoralelor la nivelul preoperculelor (Bythitidae), sub bărbie (Ophidiidae) sau lipsesc (Carapidae).  Sunt pești în general marini, mulți dintre ei abisali; doar 2 genuri (Lucifugia și Ogilbia) sunt dulcicole cavernicole, trăind în peșteri. Ordinul cuprinde 5 familii (Carapidae, Ophidiidae, Bythitidae, Aphyonidae și Parabrotulidae), 100 genuri și circa 385 de specii. În Marea Neagră o singură specie: Ophidion rochei (cordea).